# Lortalamina
A lortalamina (LM-1404) é um antidepressivo que foi sintetizado no início dos anos 80. Atua como um inibidor potente e altamente seletivo da recaptação de noradrenalina.
A lortalamina estava em desenvolvimento para uso clínico, mas foi deixada de lado, possivelmente devido à descoberta de que produzia toxicidade ocular em animais. Tem sido utilizada para sinalizar o transportador de noradrenalina em estudos de tomografia por emissão de pósitrons.